# 歐文山 (帕爾默地)
歐文山（英語：Mount Owen）是南極洲的山峰，位於帕爾默地東岸，處於南極半島的約翰斯頓冰川南岸，海拔高度1,105米，該山峰現時由南極條約體系管理。
74°25′S 62°30′W / 74.417°S 62.500°W